# 袁汉镕
袁汉镕（1933年11月—），男，广东人，中国物理学家。华沙大学数学物理系硕士。

## 生平
1933年，袁汉镕出生在广东省潮州市。
袁汉镕在华沙大学数学物理学得到硕士学位。
袁汉镕曾担任中国原子能科学研究室研究员。

## 家庭
袁汉镕的妻子易丽君是波兰文学翻译家。

## 作品
- 《火与剑》（合译者易丽君）
- 《英汉原子能词典》
- 《费尔迪杜凯》（合译者易丽君）

## 奖项
- 国家科学技术进步奖二等奖
- 国防科委重大成果二等奖